# Pfarrkirche Preding

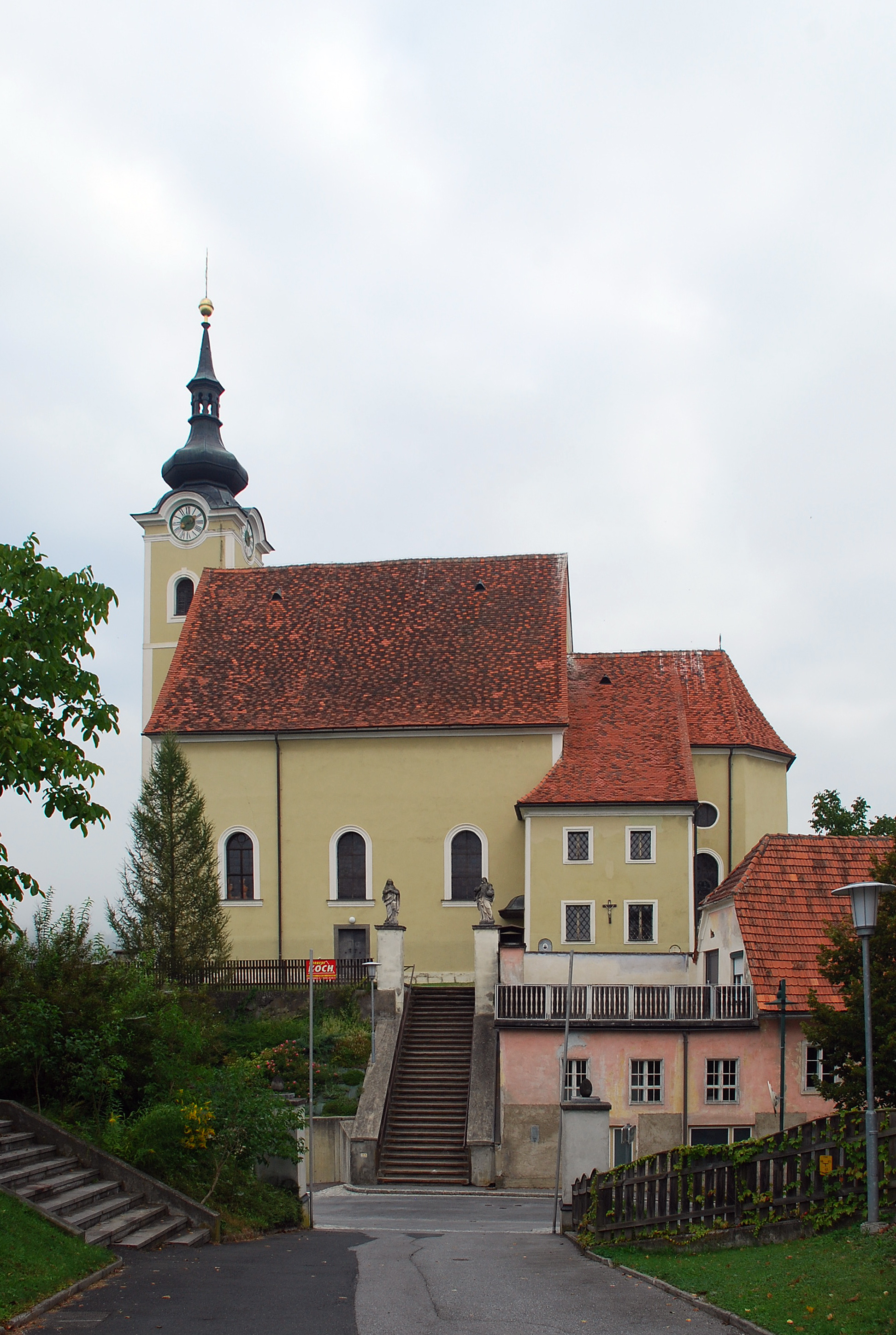
Kath. Pfarrkirche und Wallfahrtskirche hl. Maria im Dorn in Preding

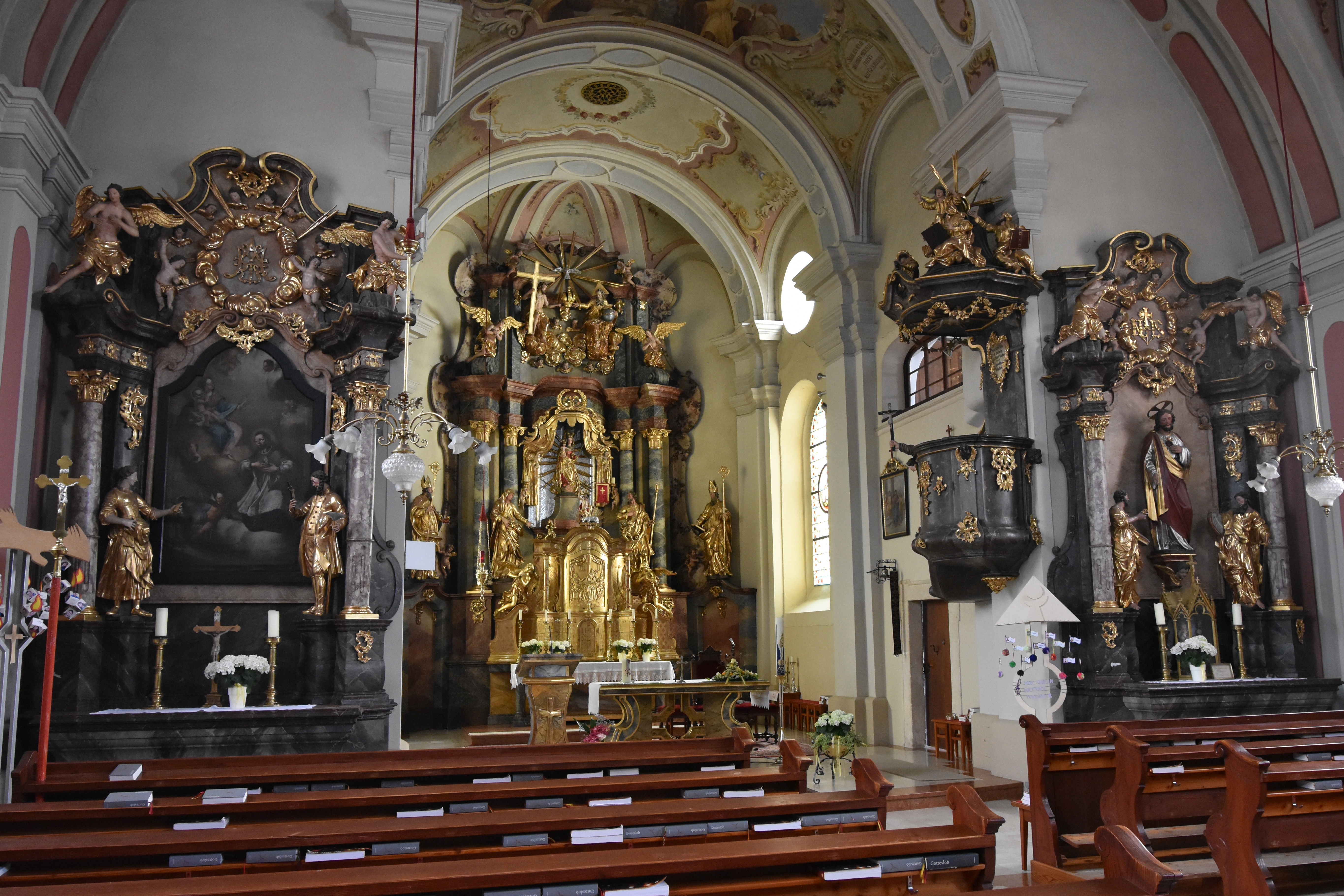
Der Innenraum der Kirche

Die römisch-katholische Pfarrkirche Preding steht auf einer Anhöhe in der Marktgemeinde Preding im Bezirk Deutschlandsberg in der Steiermark. Die auf die heilige Maria im Dorn geweihte Pfarrkirche und Wallfahrtskirche gehörte bis Ende August 2018 zum dann aufgelösten Dekanat Deutschlandsberg in der Diözese Graz-Seckau, seit Auflassung dieses Dekanates liegt sie im Seelsorgeraum Südweststeiermark. Die Kirche steht unter Denkmalschutz.

## Geschichte
1355 wurde eine Pfarre genannt. 1532 war bei einem Türkeneinfall ein Brand. Unter Verwendung von gotischen Bauteilen erfolgten 1699 und 1745 Neubauten.

## Architektur
Das breite dreijochige Langhaus hat ein Kreuzgratgewölbe auf Doppelgurten und Doppelpilastern in der Art des Jakob Schmerlaib (um 1699). Der zweijochige Chor mit einem Fünfachtelschluss hat ein Platzlgewölbe auf Gurten auf kräftig gestuften Wandpilastern mit Gesimskapitellen und Stuckrahmenleisten (um 1743).

## Ausstattung
Der Hochaltar und die Seitenaltäre im Stil des Rokoko in der Art des Jakob Peyer wurden 1765 konsekriert und 1893 neu vergoldet.
Am 20. August 1843 wurde der Körper der heiligen Märtyrerin Faustina in einer Prozession in die Pfarrkirche gebracht und dort nach den für die darauffolgende Woche angesetzten Feierlichkeiten am 27. August unter der Mensa des Hochaltars beigesetzt. Diese Reliquie stammte aus den Katakomben in Rom und war durch Vermittlung von Karl Graf von Welserheimb zunächst in die Grazer Franziskanerkirche gebracht worden. Von dort wurde sie durch Fürstbischof Zängerle auf Ersuchen des Pfarrers Franz Löschenkohl der Pfarrgemeinde Preding weitergegeben. Ob diese Reliquie in einer (bzw. in welcher) Beziehung zur Reliquie der Hl. Faustina in der Annakapelle der Pfarrkirche Dingolfing steht, ist in der Quelle nicht behandelt.
Die Orgel wurde 1937 gebaut. Vom Vorgängerwerk, 1741 vom Grazer Orgelmacher Johann Georg Mitteregger aufgestellt, sind Statuen erhalten, die einen Engel und König David darstellen. Die Orgel der Pfarrkirche wurde 2022 vom Orgelbaumeister Drago Lukmann vollständig renoviert und in einem Festgottesdienst am 20. November 2022 neu geweiht.